# Anemia ulei
Anemia ulei är en ormbunkeart som beskrevs av Christ. Anemia ulei ingår i släktet Anemia och familjen Anemiaceae. Inga underarter finns listade.